# Franz Herterich
Franz Herterich (* 3. Oktober 1877 in München; † 28. Oktober 1966 in Wien) war ein Schauspieler, Regisseur und Burgtheaterdirektor.

Aufnahme von Wilhelm Willinger (1934)

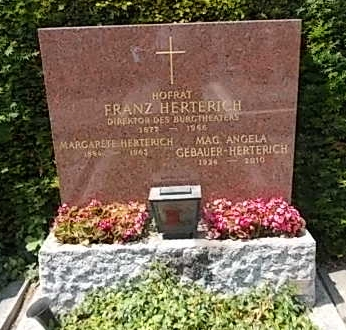
Grabstätte von Franz Herterich

## Leben
Nach einem Studium der Kunstgeschichte in München begann Herterich seine Laufbahn als Schauspieler. Über ein Engagement am Leipziger Schauspielhaus kam er 1910 an das Neue Schauspielhaus in Berlin. Ab 1912 war er Heldendarsteller am Wiener Burgtheater und 1923–1930 Direktor des Hauses. Herterich erbrachte bedeutende Regieleistungen, seine Inszenierungen von Troerinnen, Die Braut von Messina und Libussa gingen in die Theatergeschichte ein. Sein Stil war von einer modernen, straffen Sachlichkeit geprägt. In seine Ära als Burgtheaterdirektor fiel die Berufung von Remigius Geyling als Ausstattungschef sowie die Ergänzung des Ensembles mit Künstlerpersönlichkeiten wie Ewald Balser und Werner Krauß. Nach seinem Abgang von dem undankbaren Direktionsposten wirkte er ab 1932 als künstlerischer Leiter des „Theaters der Jugend“.
In den Jahren 1934 bis 1952 wirkte Herterich in mehreren Spielfilmen mit, darunter 1936 im Film Burgtheater, in welchem er einen (fiktiven) Direktor ebendieses Theaters verkörperte, an dem er die Funktion sieben Jahre lang tatsächlich innegehabt hatte. Meistens trat er jedoch in der Rolle eines Herrschers oder Patriarchen auf, darunter in dem Monumental- und NS-Propagandafilm Kolberg.
1938 bejahte er den „Anschluss Österreichs“ mit folgenden Worten: „Heute endlich dürfen wir nicht nur deutsch reden, sondern auch deutsch denken, fühlen und handeln. Das danken wir dem Führer!“
Von 1945 bis 1957 hatte er die künstlerische Leitung am Theater der Jugend inne.
1948 erschien sein Buch „Das Burgtheater und seine Sendung“.
Am 28. November 1957 erhielt Herterich die Ehrenmedaille der Bundeshauptstadt Wien.
Seine ehrenhalber gewidmete Grabstätte befindet sich auf dem Grinzinger Friedhof in Wien (Gruppe 20, Reihe 4, Nummer 31).

## Filmografie (Auswahl)
- 1919: Inferno
- 1919: Das Auge des Buddha
- 1919: Adrian Vanderstraaten
- 1920: Prinz und Bettelknabe
- 1922: Samson und Delila
- 1922: Sodom und Gomorrha
- 1933: Der Musikant von Eisenstadt
- 1934: So endete eine Liebe
- 1939: Der Feuerteufel
- 1941: Dreimal Hochzeit
- 1942: Wen die Götter lieben
- 1943/45: Kolberg
- 1951: Maria Theresia
- 1952: 1. April 2000
- 1953: Franz Schubert – Ein Leben in zwei Sätzen

## Literarische Werke
- mit Karl Kobald: Das Schönbrunner Schlosstheater. Amathea Verlag, Zürich u. a. 1924.
- Die szenische Entwicklung des neuen Burgtheaters. In: Direktion des Burgtheaters (Hrsg.): Hundertfünfzig Jahre Burgtheater 1776–1926. Eine Festschrift. Krystall-Verlag, Wien 1926, S. 37 ff.
- Das Burgtheater und seine Sendung. Neff, Wien 1948.